# Milo Manara
Maurilio Manara, född 12 september 1945 i Lüsen (Sydtyrolen), är en italiensk serieskapare. Han är verksam under författarnamnet Milo Manara. 
Han är  känd för sin erotiska, ofta pornografiskt inriktade berättelser. Serier som Click! och En doft av erotik presenterar sexuella önskedrömmar, och båda serierna har fått uppföljare och översatts till ett antal andra språk. Manaras teckningsstil är detaljerad och med en ren och elegant linjeföring, bitvis inspirerad av fransmannen Mœbius.
En längre berättelsesvit är den om Giuseppe Bergman, en ung man som råkar ut för drömlika och frustrerande äventyr. Dessa berättelser, som är en blandning av experimentellt serieberättande och explicit sex, är delvis påverkade av Luigi Pirandellos Sex roller söker en författare.
Milo Manara är även känd för flera samarbeten med andra berättare.  Indiansommar och El Gaucho tecknades efter manus av Hugo Pratt, medan Il viaggio di G. Mastorna detto Fernet skapades efter ett oanvänt filmmanus av Federico Fellini. Manara och Fellini hade dessförinnan samarbetat på manuset till albumet Resan till Tulum. Till manus av Alejandro Jodorowsky har han tecknat en serieversion av familjen Borgias sedeslösa liv och leverne.